# 小布施町
小布施町（日语：／ Obuse machi */?）是位于長野縣東北的町。

## 地理
- 山: 雁田山
- 河川: 千曲川、松川

### 相鄰的自治体
- 長野市、須坂市、中野市、高山村

## 历史

### 沿革
- 明治22年4月1日
  - 小布施村、福原村、大島村、山王島村、飯田村、北岡村、押羽村合併，小布施村成立。
  - 都住村、中松村、雁田村合併為都住村。
- 昭和29年
  - 2月1日、小布施村町制施行。
  - 11月1日、小布施町與都住村，現在的小布施町誕生。

## 交通

### 道路
- 國道18號